# Osorkon (arcykapłan Amona)
| R8 | U36 | D1 · Q3 · N35 | M17 | Y5 · N35 | N5 · Z1 | V4 | Aa18 | D21 · V31 · N35 |

| R8 | U36 | D1 · Q3 · N35 | M17 | Y5 · N35 | N5 · Z1 | V4 | Aa18 | D21 · V31 · N35 |

Osorkon – Hem-neczer-Tepi-en-Amon-Re Osorkon – Boski Ojciec Pierwszy Prorok Amona-Re Osorkon- wielki kapłan Amona-Re.
Prawdopodobnie syn Takelota II i Karomy III, wnuk Nimlota II. W wyniku gwałtownych protestów, skierowanych przeciw niemu i jego zwolenników, zmuszony do emigracji. W jego zastępstwie władzę kapłańską sprawował Harsiese II. Wydarzenia te były prawdopodobnie współczesne objęciu władzy przez Takelota II – jego ojca. W 10. roku panowania Takelota II, Osorkon podjął nieudaną próbę odzyskania władzy kapłańskiej.
Istnieje hipoteza, utożsamiająca arcykapłana Osorkona z późniejszym faraonem – Osorkonem III. W takim wypadku mógł sprawować funkcje kapłańskie na długo przed objęciem władzy królewskiej. 
W czasie jego pontyfikatu władzę sprawowali:
- Takelot II – w Tanis.
- Szeszonk III – następca Takelota.
- Padibastet – w Bubastis, Leontopolis, później także w Tebaidzie.